# Yushi Soda
Yushi Soda (曽田 雄志?, Soda Yushi; Hokkaidō, 5 luglio 1978) è un ex calciatore giapponese, di ruolo difensore.